# Mayfair Theatre

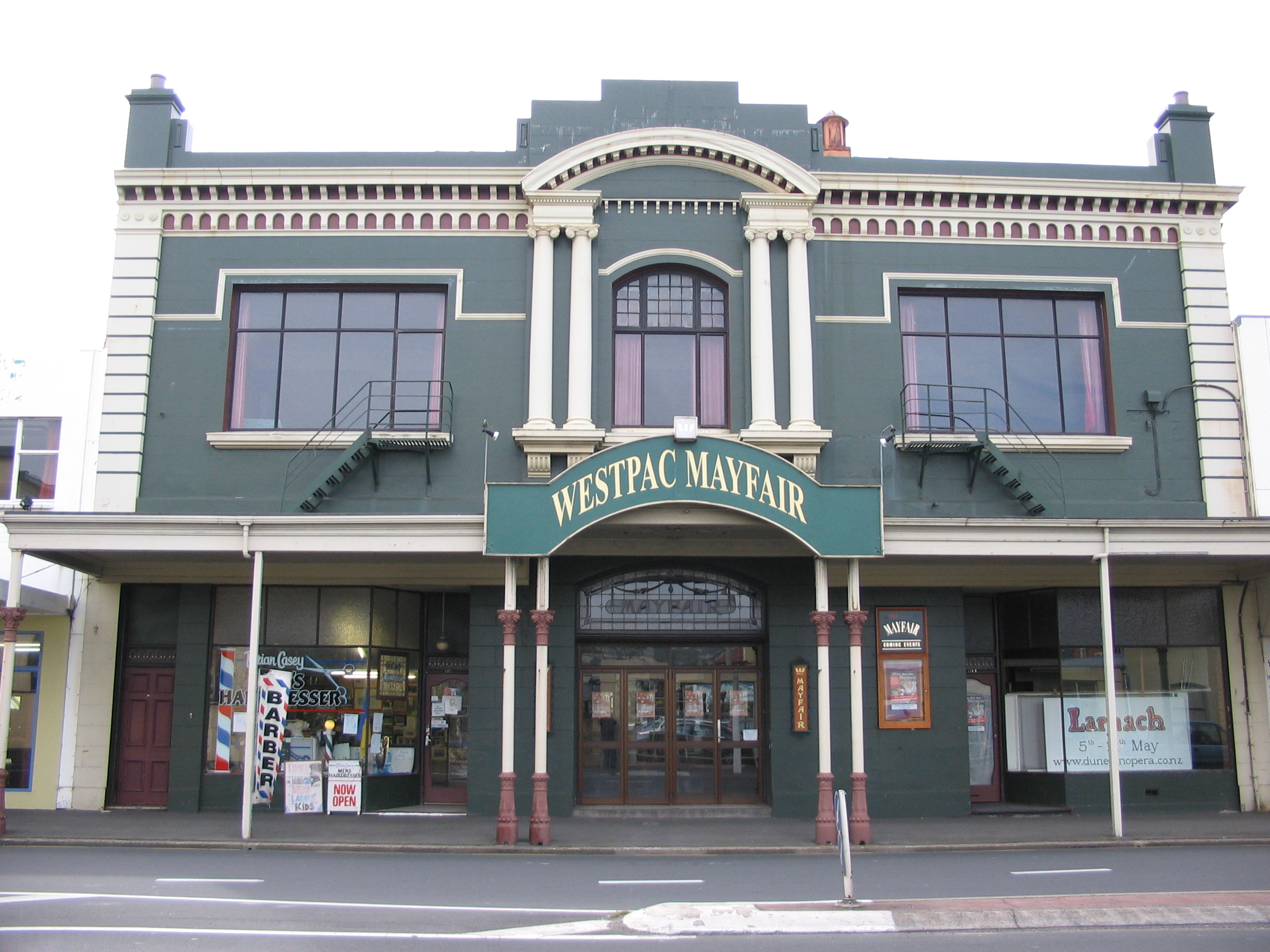
Mayfair Theatre

Das Mayfair Theatre ist ein ehemaliges Kinogebäude in der Stadt Dunedin in Neuseeland. Es gehört der Dunedin Opera Company und dient mit seinen 400 Sitzplätzen als Bühne für Vorstellungen ortsansässiger Theatergruppen und als Gastspielort für auswärtige Theater.
Das Gebäude liegt an der King Edward Street 100 in South Dunedin, nahe der als Cargill's Corner bekannten Straßenkreuzung.
Das Gebäude wurde 1914 von der King Edward Picture Theatre Company als Kino errichtet. Zu dieser Gruppe gehörten einige bedeutende Dunediner Geschäftsleute wie William und Mary Ann Hudson vom gleichnamigen Süßwarenhersteller, der Brauer Charles Speight und Robert und Charles Greenslade von der Brauerei Speight’s.
Das Kino wurde am 8. Dezember  1914 als „King Edward Picture Theatre“ eröffnet. Der offiziell mit dem Entwurf des Gebäudes verbundene Name ist Edward Walter Walden († 1944), es scheint aber das Expertenwissen und den persönlichen Stil von Edmund Anscombe (1874–1948) widerzuspiegeln.
Es war eines der frühen Beispiele eines speziell als Kino errichteten Bauwerks. Während die Theaterbühnen eine fächerförmige Sitzanordnung und einen tiefen Bühnenraum hatten, besaß das Mayfair einen rechteckigen Zuschauerraum und ursprünglich nur wenig Platz hinter der Vorbühne. Es wurde von Robert Wardrop (1858–1924) mit umfangreichen Stuckarbeiten verziert.
Das Kino wurde 1934 für den Tonfilm umgebaut und in „Mayfair Theatre“ umbenannt. Die Vorbühne wurde nach Plänen von Llewellyn E. Williams umgestaltet und weiterer Stuck und gefärbte Glasfenster installiert. Das Kino schloss am 25. September 1966.
Das Gebäude wurde 1967 von der Dunedin Opera Company erworben und in eine Theaterspielstätte umgebaut. Die Sitzzahl wurde von 862 auf 413 reduziert, indem die Logen im Parkett entfernt und die Vorbühne weiter in den Zuschauerraum gezogen wurde, um eine größere Bühne zu erhalten. Es wird seitdem als Theater, vor allem Opernhaus genutzt.
2008 war es eines von nur drei historischen Gebäuden in Neuseeland, die speziell als Kino errichtet wurden. Die weiteren sind das Princess Theatre in Gore (1913) und das Victoria Theatre in Devonport in Auckland (1912).
Im Jahre 2008 wurde aus Spendenmitteln ein modernes Feuermeldesystem eingebaut. Zuvor wurde der Code „Mr Sands to report to the dressing rooms“ genutzt, um die Angestellten zur Evakuierung anzuweisen. Dies wurde jedoch von der Neuseeländischen Feuerwehr als nicht mehr den Gesetzen entsprechend verboten.
Am 5. Dezember 2008 wurde das Theater vom New Zealand Historic Places Trust unter Nummer 7786 als Category II Historic Place eingestuft.